# Xã South Canaan, Quận Wayne, Pennsylvania
Xã South Canaan (tiếng Anh: South Canaan Township) là một xã thuộc quận Wayne, tiểu bang Pennsylvania, Hoa Kỳ. Năm 2010, dân số của xã này là 1.768 người.